# Kalanchoe orgyalis
Kalanchoe orgyalis ist eine Pflanzenart der Gattung Kalanchoe in der Familie der Dickblattgewächse (Crassulaceae).

## Beschreibung
Die ausdauernde Kalanchoe orgyalis ist ein stark verzweigter Strauch, der Wuchshöhen von 1 bis 2 Metern erreicht. Sie ist mit charakteristischen, sternförmigen Haaren bedeckt. Ihre aufrechten Triebe sind verzweigt und kräftig. Junge Triebe sind lang behaart. Die zähen, dicht langhaarigen, gestielten Laubblätter sind auf der Oberseite graugrün bis rotbräunlich und auf der Unterseite grün bis silbern. Der 5 bis 15 Millimeter lange Blattstiel ist rinnig. Die eiförmige, eiförmig-spatelige, elliptische bis lanzettliche Blattspreite ist oft wie eine Dachrinne gefaltet, 5 bis 15 Zentimeter lang und 3,5 bis 10 Zentimeter breit. Sie ist an der Spitze zugespitzt und an der Basis verschmälert. Der Blattrand ist ganzrandig.

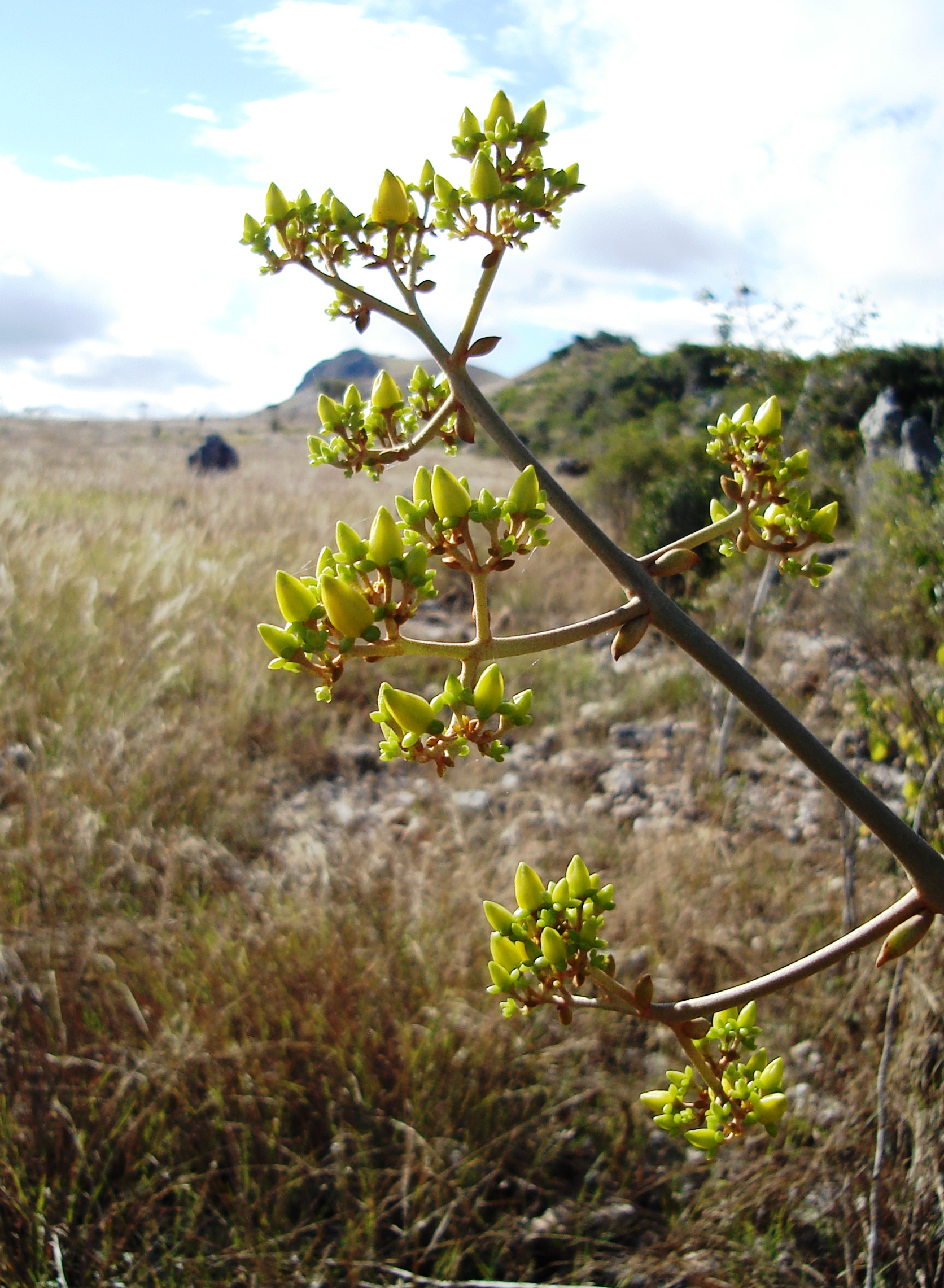
Kalanchoe orgyalis, Blütenstand

Der Blütenstand ist ein mehr oder weniger dichter ebensträußiger Thyrsus von 45 bis 100 Zentimeter Länge. Die aufrechten bis spreizenden Blüten sitzen an 5 bis 15 Millimeter langen Blütenstielen. Die fleischige Kelchröhre fehlt beinahe und endet in eiförmigen bis kreisrunden, zugespitzten bis etwas dornenspitzigen Zipfeln, die 3 bis 5 Millimeter lang und 1,4 bis 2,8 Millimeter breit sind. Die urnenförmige bis vierkantige Blütenkrone ist sehr fleischig, gelb, kahl oder lang behaart. Die 6 bis 15 Millimeter lange Kronröhre hat ausgebreitete, eiförmige-dreieckige, zugespitzt-dornenspitzige Zipfel von 2,5 bis 5 Millimeter Länge und 3 bis 6,5 Millimeter Breite. Die Staubblätter sind oberhalb der Mitte der Kronröhre angeheftet und ragen nicht aus der Kronröhre heraus. Die Staubbeutel sind eiförmig und 1,5 bis 2 Millimeter lang. Die trapezförmigen bis halbkreisförmigen Nektarschüppchen sind etwa 1,5 Millimeter groß. Das Fruchtblatt ist zwischen 6,5 und 10 Millimeter, der Griffel zwischen 2 und 2,5 Millimeter lang.

## Systematik und Verbreitung
Kalanchoe orgyalis ist in Süd- und Südwest-Madagaskar im Trockenbusch auf Felsen und verschiedenen Böden verbreitet. Die Erstbeschreibung erfolgte 1882 durch John Gilbert Baker.
Ein Synonym ist Kalanchoe antanosiana Drake.

## Nachweise